# Dario Bandiera
Dario Bandiera (Siracusa, 9 febbraio 1970) è uno showman, attore e comico italiano.

## Biografia
Grazie alle sue qualità di imitatore rumorista e alla versatile voce, anche da tenore drammatico, tra il 1990 e il 1999 è animatore di punta in diversi villaggi Valtur.
Nel 1992 comincia ad apparire in alcuni importanti programmi televisivi come Domenica In, Stasera mi butto... e tre!. Tra il 1994 e il 1996, è nel cast fisso delle prime tre edizioni della trasmissione televisiva Beato tra le donne, dove comincia a farsi conoscere dal grande pubblico con alcuni di quei rumori che diventeranno i suoi cavalli di battaglia (il treno, la discoteca, Robocop).
Nel 2002 conduce la trasmissione televisiva sui comici, dal titolo "Manicomico", per una rete regionale del Lazio.
Il programma ottiene talmente successo, che la rete riproporrà le 18 puntate registrate per i successivi 8 anni.
Dopo altre partecipazioni televisive, conosce il successo nel 2002 diventando per due stagioni (2002-2003 e 2003-2004) membro del corpo di ballo del musical game di Italia 1 Sarabanda, e anche nel 2003 grazie al Maurizio Costanzo Show, che lo vede ospite fisso una volta a settimana, dove canta, balla e imita voci e rumori di ogni tipo. 
Da qualche anno si dedica principalmente al cinema, in ruoli sia comici sia drammatici: nel 2007 ottiene una candidatura al Nastro d'argento come miglior attore non protagonista per il film Manuale d'amore 2 - Capitoli successivi di Giovanni Veronesi.
Nel 2014 partecipa come coach caposquadra dei "167 Scampia" a La pista, talent-show di Rai 1 condotto da Flavio Insinna.
Nel 2017 sostituisce Donatella Rettore (dalla quarta puntata) nella settima edizione di Tale e quale show su Rai 1.
Nel 2018 affianca Paola Perego nel programma Superbrain - Le supermenti.

## Filmografia

### Cinema
- Miracolo italiano, regia di Enrico Oldoini (1994)
- Streghe verso nord, regia di Giovanni Veronesi (2001)
- Un viaggio chiamato amore, regia di Michele Placido (2002)
- Manuale d'amore, regia di Giovanni Veronesi (2005)
- Manuale d'amore 2 - Capitoli successivi, regia di Giovanni Veronesi (2007)
- Noiseless Hotel, regia di Luigi Favali (2007) – cortometraggio
- Albakiara - Il film, regia di Stefano Salvati (2008)
- Italians, regia di Giovanni Veronesi (2009)
- Oggi sposi, regia di Luca Lucini (2009)
- Baciato dalla fortuna, regia di Paolo Costella (2011)
- Vacanze di Natale a Cortina, regia di Neri Parenti (2011)
- Workers - Pronti a tutto, regia di Lorenzo Vignolo (2012)
- All'ultima spiaggia, regia di Gianluca Ansanelli (2012)
- Universitari - Molto più che amici, regia di Federico Moccia (2013)
- Sono sempre io, regia di Franco Bertini (2013)
- Tutta colpa di Freud, regia di Paolo Genovese (2014) – versione televisiva
- Le frise ignoranti, regia di Antonello De Leo e Pietro Loprieno (2015)
- Io che amo solo te, regia di Marco Ponti (2015)
- Vacanze ai Caraibi, regia di Neri Parenti (2015)
- Natale da chef, regia di Neri Parenti (2017)
- Quattro di cuori, regia di Franco Bertini (2018) – cortometraggio
- Vivi la filosofia del sorriso, regia di Pasquale Falcone (2020) - documentario
- Generazione NEET, regia di Andrea Biglione (2021)
- Amici di sempre, regia di Christian Marazziti (2022) – cortometraggio

### Televisione
- Ladri si nasce, regia di Pier Francesco Pingitore – film TV (1997)
- La casa delle beffe, regia di Pier Francesco Pingitore – miniserie TV (2000)
- Carabinieri - Sotto copertura, regia di Raffaele Mertes – miniserie TV (2005)
- Crimini, episodio troppi equivoci, regia di Andrea Manni (2006) – film TV
- Il restauratore 2, regia di Enrico Oldoini – serie TV (2014)

## Teatro
- Ebdomero, regia di Federico Tiezzi (1992)
- Sotterraneo, regia di Franco Bertini (1994)
- Dario Bandiera Show, regia di Dario Bandiera (dal 2003 – in corso)

## Doppiaggio
- Salvatore Termini in Anni 90 - Parte II (1993)

## Discografia
- (2005) Radio Karika
- (2019) Regression (su piattaforme digitali)

## Programmi televisivi
- Stasera mi butto  - Rai 2 (1992)
- Cocktail di scampoli - TMC (1993)
- Avanti un altro - Canale 5 (1994)
- Beato tra le donne - Rai 1 (1994)
- Festival di Castrocaro - Rai 1 (1994) - Vincitore nella categoria Volti nuovi
- Beato tra le donne, 2ª edizione - Rai 1 (1995)
- Solletico - Rai 1 (1995)
- Rose Rosse - Canale 5 (1996)
- Sotto a chi tocca - Canale 5 (1996)
- Beato tra le donne, 3ª edizione - Canale 5 (1996)
- Cercando Cercando - Rai 2 (1996)
- Mio Capitano - Rai 1 (1996)
- Gran caffè - Canale 5 (1997)
- Una città per cantare - Canale 5 (1997)
- Libero - Rai 2 (2000) - ospite
- Manicomico - Teleroma 56 e GBR (2002) - conduttore
- Sarabanda - Italia 1 (2002-2004, membro del corpo di ballo)
- Maurizio Costanzo Show - Canale 5 (2002-2004)
- Il gioco dei nove - Canale 5 (2004)
- Mi raccomando - Italia 1 (2007) - co-conduttore
- La pista - Rai 1 (2014)
- Tale e quale show - Rai 1 (2017)
- L'anno che verrà - Rai 1 (2017-2018) - co-conduttore
- Superbrain - Le supermenti - Rai 1 (2018) - co-conduttore
- Stasera tutto è possibile - Rai 2 (2018)